# Chrysobothris parapiuta
Chrysobothris parapiuta är en skalbaggsart som beskrevs av Knull 1938. Chrysobothris parapiuta ingår i släktet Chrysobothris och familjen praktbaggar. Inga underarter finns listade i Catalogue of Life.